# Hermitage Island
Hermitage Island (île Hermitage) ist eine kleine unbewohnte Insel im Indischen Ozean. Sie gehört zur afrikanischen Republik Mauritius und ist der Insel Rodrigues südlich vorgelagert. Sie ist etwa 360 m lang und 230 m breit.